# Cantonul Toulouse-15
Cantonul Toulouse-15 este un canton din arondismentul Toulouse, departamentul Haute-Garonne, regiunea Midi-Pyrénées, Franța.

## Comune
- Castelmaurou
- L'Union
- Montberon
- Pechbonnieu
- Rouffiac-Tolosan
- Saint-Geniès-Bellevue
- Saint-Jean
- Saint-Loup-Cammas
- Toulouse (parțial, reședință)

Cantonul omvat de volgende delen van de stad Toulouse:
- Croix-Daurade
- Grand Selve
- Les Izards
- Les Trois Cocus